# Gerhard Haidacher
Gerhard Haidacher (* 29. April 1963 in Innsbruck) ist ein ehemaliger österreichischer Bobfahrer, der 1992 Olympiasieger im Viererbob war.

## Sportliche Karriere
Der 1,86 m große Gerhard Haidacher vom Bob-Club Wattens war gelernter Zimmermann und half seinen Bobpiloten nicht nur durch seine Beschleunigungsfähigkeit während der Startphase, sondern auch beim Tüfteln und Verbessern des Sportgeräts. Bei den Olympischen Spielen 1992 in Albertville steuerte Ingo Appelt den österreichischen Viererbob mit Harald Winkler, Gerhard Haidacher und Thomas Schroll. Mit zwei Hundertstelsekunden Vorsprung auf den deutschen Bob von Wolfgang Hoppe gewannen die Österreicher die Goldmedaille, die bis heute (Stand nach den Winterspielen 2022) einzige olympische Goldmedaille für österreichische Bobfahrer überhaupt. Nachdem Appelt seine sportliche Laufbahn mit dem Olympiasieg beendet hatte, trat Haidacher bei der Bob-Europameisterschaft 1992 im Bob von Hubert Schösser an, zusammen mit Hannes Conti und Martin Riedl gewannen Schösser und Haidacher die Silbermedaille hinter dem Deutschen Harald Czudaj. Bei der Bob-Europameisterschaft 1993 gewann der Schweizer Gustav Weder vor dem Deutschen Dirk Wiese, dahinter erhielten Hubert Schösser, Gerhard Redl, Harald Winkler und Gerhard Haidacher die Bronzemedaille. Bei der Bob-Weltmeisterschaft 1993 siegte ebenfalls Gustav Weder, der österreichische Viererbob gewann die Silbermedaille. Bei seinem zweiten Olympiastart 1994 in Lillehammer verpasste Haidacher mit dem Viererbob von Hubert Schösser als Vierter um knapp vier Zehntelsekunden eine weitere Medaille.